# 中川久定
中川 久定（なかがわ ひさやす、1931年3月15日 - 2017年6月18日）は、日本の文学者（フランス文学）。勲等は勲二等。学位は文学博士（京都大学・1976年）。京都大学名誉教授、日本学士院会員。
名古屋大学教養部助教授、京都大学文学部教授、京都大学文学部学部長、近畿大学文芸学部教授、京都国立博物館館長、財団法人国際高等研究所副所長などを歴任した。 

## 概要
日本のフランス文学者であり、新・京都学派の一員としても知られる。日本学士院会員、および、京都大学名誉教授。豊後国・岡藩（大分県竹田市）中川家（旧伯爵家）第18代当主。

## 来歴・人物
東京生まれ。名前が難読のため、同世代の学者からは「キューテイ」と呼ばれていた。
1953年京都大学文学部仏文科卒、在学中の1952年に起きた京大天皇事件では、学生の処分撤回を求めて高橋和巳、一海知義らとハンストを行っている。新・京都学派の一員でもあった。
1956年同・大学院修士課程修了、フランスのソルボンヌ大学博士課程に学び、1961年中退。名古屋大学教養部講師、1965年助教授、1971年京大文学部仏文科助教授、1980年教授、1992年文学部長、1994年定年退官、名誉教授、近畿大学文芸学部教授、1995年日本学士院会員、1997年京都国立博物館長、2001年国際高等研究所副所長。
フランス18世紀の思想家ドゥニ・ディドロを専門とし、後半生はフランス語での研究著述・出版を軸とし、パリ・ディドロ大学客員教授、パリ国立東洋言語文明研究所客員教授、パリ高等師範学校客員教授なども歴任した。国内では百科全書を中心とする17・18世紀の啓蒙思想古典、紀行探検記の監修・編集代表、河合文化教育研究所主任研究員も務めた。
旧岡藩主中川家に伝わる多数の資料を地元の竹田市に寄贈した。2001年に竹田市名誉市民の称号を贈られた。2017年6月18日、肺炎のため死去。86歳。
2023年4月、一般財団法人中川久定記念基金が設立された。

## 賞歴
1967年辰野賞受賞、1993年京都新聞文化賞受賞、2007年京都府文化賞特別功労賞受賞。

## 栄典
1985年フランス教育功労章オフィシエを受章、2001年秋に勲二等瑞宝章受章、2004年レジオン・ドヌール勲章シュヴァリエを受章。

## 著書
- 『自伝の文学 ルソーとスタンダール』（岩波新書） 1979 - 講演録
- 『ディドロのセネカ論』（岩波書店） 1980 - 初版と第2版に表現された著者の意識の構造に関する考察
- 『甦るルソー 深層の読解』（岩波現代選書） 1983
- 『ディドロ』（講談社、人類の知的遺産41） 1985
- 『ディドロの<現代性>』（河合ブックレット） 1986 -　小冊子
- 『啓蒙の世紀の光のもとで ディドロと＜百科全書＞』（岩波書店） 1994
- 『転倒の島 18世紀フランス文学史の諸断面』（岩波書店） 2002
- 『ディドロ、18世紀のヨーロッパと日本』（編著、岩波書店） 1991
- 『十八世紀における他者のイメージ アジアの側から、そしてヨーロッパの側から』（編著の一人、河合文化教育研究所） 2006

## 翻訳
- 『十八世紀フランス文学』（V.-L.ソーニエ、山田稔, 田村俶共訳、白水社、文庫クセジュ） 1956
- 『ブーガンヴィル航海記補遺』（ディドロ、中央公論社、世界の名著） 1970、のち改訳（岩波書店、シリーズ世界周航記2） 2007
- 『自由の科学 ヨーロッパ啓蒙思想の社会史』全2巻（ピーター・ゲイ、鷲見洋一, 中川洋子, 永見文雄, 玉井通和共訳、ミネルヴァ書房 ） 1982 - 1986、新装版 2014
- 『十八世紀研究者の仕事 知的自伝』（セルゲイ・カルプ編、増田真共監訳、法政大学出版局、叢書・ウニベルシタス） 2008

### 編集委員
- 「十八世紀叢書」全10巻（国書刊行会） 1997年より刊行中
- 「17・18世紀大旅行記叢書」第1・2期（岩波書店）
- 「ユートピア旅行記叢書」（岩波書店）

## 論文
- 中川久定

## 関連人物
- 青山昌文[6]